# Langelot et la Danseuse
Langelot et la Danseuse est le dix-septième roman de la série Langelot, écrite par le « Lieutenant X » (pseudonyme de Vladimir Volkoff). Le roman a été édité pour la première fois en 1972, dans la Bibliothèque verte.

## Principaux personnages
- Les « gentils »
  - Langelot (alias Sancerre 41 ) : orphelin, jeune agent du Service National d'Information Fonctionnelle (SNIF), blond, 1,68 m, mince, les « traits menus mais durs ».
  - Phil Laframboise (alias Saskatchewan 14) : agent de la Gendarmerie royale du Canada : jeune, long, maigre, visage osseux, joues creuses, yeux bleus profondément enfoncés dans leurs orbites, bouche mince fendue au couteau, cheveux noirs. Chargé de l'enquête Pas de deux, officier de liaison avec le SNIF.
  - Dorothée Thyrst : danseuse étoile de la troupe des Ballets Stella. Elle a une longue chevelure rousse et son visage manifeste en permanence un air terrorisé.
  - Grisélidis Vadebontrain (« Grigri » pour les amis) : photographe, amie de Langelot, elle aide volontiers la Police montée canadienne ; de petite taille, elle possède un visage très expressif.
  - Claudius Goodfellow : jeune et riche canadien désœuvré et désabusé, il est enchanté de prêter main-forte à Langelot.

- Les « méchants »
  - Rudolf Kanar : producteur de la tournée internationale des Ballets Stella, il est aussi un espion ennemi, 1,63 m, 56 kg.
  - Les gorilles chargés de surveiller Dorothée Thyrst, surnommés par Langelot « les Quatre As » (As de pique, As de trèfle, As de cœur, As de carreau).
  - Angela Klys : doublure de Dorothée ; on découvre à la fin qu'elle est une espionne.

## Résumé
Le roman est divisé en treize chapitres, eux-mêmes regroupés par journées. Le roman débute le « vendredi » et se termine trois jours après, « lundi ».

### «Vendredi» (chap. 1 et 2)
De retour à Montréal au Canada, Langelot retrouve son ami Phil Laframboise de la GRC qui l'attend à la douane. Tous les deux vont à nouveau travailler de concert dans le cadre de la mission intitulée « Pas de deux ».
4584 (c'est le nom codé d'une dictature européenne) a décidé de créer un réseau d'espions au Canada. Le plan de ce réseau sera transmis à des contacts canadiens de 4584 à l'occasion de la venue au Canada des Grands Ballets Stella.
Un second renseignement, moins fiable, indique que la liste des espions se présenterait sous la forme d'un feuillet dactylographié que le producteur de la troupe, Rudolf Kanar, doit échanger via la poche de la veste de son smoking, à minuit trente-cinq, dans les toilettes pour hommes du foyer de l'Opéra de Montréal - dès ce soir, lors de la première représentation des Ballets Stella.
Il suffira donc d'arrêter le contact de Kanar avant l'échange et de lui substituer un agent canadien au bon moment pour faire l'échange des vestons.
Petit obstacle pratique : Rudolf Kanar est pour ainsi dire un « gringalet ». Or, selon Phil Laframboise, il n'y a pas de gringalet dans la police montée. C'est donc Langelot qui s'y colle.
L'échange se passe comme prévu et les services secrets canadiens récupèrent le plan. Langelot, emballé par le talent de la danseuse interprétant la Belle, dans La Belle et la Bête, et ayant comme couverture l'identité du journaliste « Marie-Joseph Lafleur », décide de rencontrer Dorothée Thyrst pendant la réception qui suit la représentation. Mais les artistes étrangers sont étroitement surveillés et Langelot n'obtiendra rien de l'Étoile sinon un regard désespéré suivi, peu après, d'un billet manuscrit implorant de l'aide.

### «Nuit de vendredi à samedi» (chap. 3 à 6)
Il n'en faut pas plus pour lancer le jeune agent secret dans une aventure personnelle : aider la jeune danseuse à s'échapper pour demander asile au Canada. Il la libère et leur fuite débute. 
Langelot se lance dans sa mission (totalement privée et non officielle) baptisée « Pas-de-trois ». 
Quoi que Langelot fasse, les espions parviennent sans cesse à les retrouver. La fuite débute par un parcours à travers Montréal, puis ils trouvent refuge dans la vaste maison d'une famille québécoise aisée, les Goodfellow. Langelot comprend que la jeune femme n'est plus en sécurité au sein de la troupe ni dans son pays.

### «Samedi» (chap. 7 à 9)
La poursuite continue dans les routes enneigées de Montréal et de la campagne environnante, car c'est la fin de l'hiver, pour tenter d'échapper aux bourreaux. En vain : ceux-ci semblent toujours omniscients ; impossible de trouver une cachette fiable. Langelot cherche dans les affaires de Dorothée Thyrst un émetteur radio qui mettrait les poursuivants sur la piste. Sans succès. La danseuse est finalement reprise, puis réintégrée aux Grands Ballets Stella. Langelot est arrêté par la police provinciale canadienne.

### «Nuit de samedi à dimanche» (chap. 10)
Langelot, qui s'est fait emprisonner après l'enlèvement de Dorothée Thyrst, encore perplexe de l'apparente toute-puissance de ses ennemis, découvre enfin qu'un émetteur miniaturisé était dissimulé dans le veston échangé avec Kanar. Celui que Langelot portait tout au long de son périple. Tout semble alors perdu.

### «Dimanche» (chap. 11 et 12)
La mission a échoué : un faux plan avait été substitué au vrai et la prétendue transmission n'était qu'un subterfuge dans le but de camoufler la vraie rencontre avec un contact local. Le plan est donc définitivement perdu puisque la troupe repart dans quelques jours à peine. Le capitaine Laframboise, se sentant déshonoré, décide de donner sa démission.
Avec son ami Langelot, n'ayant plus rien à perdre puisque leur mission a échoué, aidés par la courageuse Grisélidis et par Claudius Goodfellow, ils échafaudent un plan d'action pour tenter de sauver de nouveau la danseuse ; il s'agit de tromper la surveillance de la troupe pour enlever Angela, la danseuse qui double Dorothée, obligeant Kanar à recourir à la véritable Étoile, Dorothée Thyrst, pourtant bien mal en point.
Pendant le spectacle, les deux agents sauvent la danseuse et s'empressent de la mettre à l'abri, puis rendent Angela Klys à la troupe. Langelot lui a subtilisé quelques effets, au passage.

### «Lundi» (chap. 13)
Dorothée demande l'asile politique au Canada, à l'ambassade de Suisse. Kanar fait emmener le frère de Dorothée, Axel, rebelle au régime totalitaire de leur pays, promettant la mort du jeune homme si Dorothée maintient sa demande d'asile. Langelot retourne la situation, Dorothée et Axel demandant tous deux asile au Canada.
Langelot venait de découvrir qu'Angela Klys, la doublure de Dorothée Thyrst, est une espionne au rôle déterminant. Elle possédait le plan authentique du futur réseau de 4584 au Canada, dans son sac à main. Langelot en remet un exemplaire complet, sous la forme de photographies, à son ami Phil Laframboise. Le capitaine Laframboise n'est donc plus dans l'obligation de démissionner. 4584 ne pourra implanter son réseau d'espionnage au Canada.
Langelot lui avoue avoir fait un deuxième tirage du plan d'espionnage de 4584, lequel est déjà en route pour le SNIF, en France.

## Les différentes éditions
- 1972 - Hachette, Bibliothèque verte (français, version originale). Illustré par Maurice Paulin.

## Remarques autour du roman
- Il s'agit de la seconde mission de Langelot au Canada après Langelot et le Gratte-Ciel. Il y retrouve Phil Laframboise et Grisélidis Vadebontrain.
- 4584 est le nom de code d'un « pays européen entretenant des réseaux d'espionnage dans le monde entier ». Ce pays ressemble étrangement à une puissance totalitaire communiste de la guerre froide, non pas l'URSS, mais un pays "du bloc de l'est", puisque 4584 est "un petit pays européen, coincé entre plusieurs gros" (page 8). Il s'agit donc d'un pays de taille et de population modestes, entretenant un réseau international d'espionnage (voir Langelot passe à l'ennemi, dans lequel Langelot lutte directement contre les services secrets de ce pays, aidés par le traître Cordovan).
- Dans ce roman 4584 n'est pas désigné comme le "Pays Noir", nom qui lui est attribué à partir de Langelot et le Plan Rubis.
- Dans cet ouvrage, Volkoff dénonce volontiers le régime communiste, avec son climat de terreur et de privations de libertés. Le roman aborde directement le thème des réfugiés de l'Est durant la Guerre froide. Artistes, scientifiques, sportifs ou militaires furent nombreux à demander asile "à l'ouest" pour échapper à la dictature communiste, à l'occasion de tournées ou de déplacements. Par exemple, en juin 1961 Rudolf Noureev, très célèbre danseur étoile du ballet Vaganova, demande spontanément asile à la France, à Orly, pourchassé par les services secrets soviétiques qui voulaient l'empêcher de poursuivre la tournée de la troupe à Londres et le contraindre de rentrer en URSS[1].
- En 1945, la défection du diplomate soviétique au Canada, Igor Gouzenko[2], emportant des plans de réseaux d'espionnage, marque les esprits et amorce la montée de l'anticommunisme dans ce pays.
- D'après le roman, la loi canadienne aurait imposé la présence d'un « représentant de son pays » lorsqu'une personne faisait sa demande d'asile politique au Canada[3]. L'application d'une telle contrainte légale, défavorable à la cause des réfugiés persécutés par les autorités de leur pays, permet à l'auteur de ménager le premier des deux coups de théâtre du dénouement. Cette contrainte relève de la fiction ; en réalité, le Canada est signataire le 4 juin 1969 de la Convention de Genève[4],[5] (1951-1967) facilitant l'accueil des réfugiés. En 1972, l'asile politique au Canada obéissait à cette convention, qui ne prévoit évidemment pas la présence d'un persécuteur du demandeur d'asile[6].
- En 1948 et surtout en 1968, le Canada accueille ainsi nombre de dissidents tchèques, fuyant la Tchécoslovaquie communiste[7]. En 1957, le Canada accueille des réfugiés hongrois, échappant à la persécution communiste.
- Deux années après la parution du roman, en 1974, le danseur letton Mikhaïl Barychnikov profite de la tournée canadienne du ballet du Bolchoï pour demander l'asile politique au Canada.
- Selon Laframboise, la police montée n'accepte que les « beaux hommes » : c'est donc à Langelot, jugé gringalet avec sa taille d'1,68 m, de se faire passer pour celui qui échangera sa veste de smoking avec l'espion Rudolf Kanar.
- Le prénom de Rudolf Kanar est identique à celui de Rudolf Abel, identité usurpée d'un espion soviétique fameux en 1961. Vladimir Volkoff/Lieutenant X fait directement allusion à Rudolf Abel dans Langelot contre Monsieur T, à propos de pièces de monnaie creuses, dont Abel faisait usage.
- La sloche est la neige sale, glacée et boueuse, qui recouvre les rues de Montréal en hiver.
- L'auteur rend aussi hommage à l'un de ses arrière-grands-oncles, Tchaïkovski, célèbre compositeur de ballets : son Lac des cygnes est joué en première partie du spectacle donné à Montréal par la troupe de 4584, avec deux autres pièces. Les trois premiers ballets n'intéressent que peu le public, qui s'enflamme pour La Belle et la Bête. L'auteur invente le scénario de ce ballet, notamment sa conclusion : un hippogriffe noir et or, qui crache des flammes, emporte la Belle et la Bête redevenue Prince charmant « vers le pays des fées »[8]. Il a existé un ballet de même titre, créé aux États-Unis en 1958, dont la musique est un assemblage de diverses partitions de Tchaïkovski[9].
- Lors de la publication du roman, en 1972, le Canada (Québec compris) n'était pas encore passé au système métrique (ce que le pays fera progressivement entre 1975 et 1983[10]). Cette particularité donne lieu à des confusions dont s'amuse l'espiègle Langelot.